# 宇都宮貨物ターミナル駅
宇都宮貨物ターミナル駅（うつのみやかもつターミナルえき）は、栃木県河内郡上三川町大字多功にある日本貨物鉄道（JR貨物）の貨物駅である。東北本線（宇都宮線）所属。

## 歴史
- 1971年（昭和46年）
  - 12月1日：開業[2]。車運車による自動車輸送基地のみ営業していた。
  - 12月10日：日本オイルターミナル宇都宮営業所を開所する。
- 1972年（昭和47年）
  - 3月15日：一般の車扱貨物の取扱を開始する[2]。
  - 10月2日：コンテナ貨物の取扱を開始する[2]。
- 1985年（昭和60年）3月14日：自動車輸送基地が閉鎖する。
- 1987年（昭和62年）4月1日：国鉄分割民営化によりJR貨物の駅となる[2]。

## 駅構造
地上駅。南北に通る東北本線の東側に沿って2キロメートルほどの長い構内を持つ。
北側から、着発線、仕分け線、コンテナホームの順に並んでいる。ホームは2面2線、その東側に日本オイルターミナル宇都宮営業所（油槽所）が置かれている。さらに、その東側に東京福山通運宇都宮貨物ターミナル支店などが置かれている。また、仕分け線から日本たばこ産業宇都宮倉庫への専用線が分岐している。
着発線が上下本線に挟まれる形になっている。着発線と仕分け線を結ぶ線路と上り本線が平面交差しないように、上り本線は高架線で通り抜けている。
駅舎には、JR貨物宇都宮営業支店が入っている。駅業務は日本オイルターミナルの子会社である宇都宮ターミナル運輸（略称：UTT）が行っている。
また、当駅では日産自動車栃木工場で生産された自動車を、車運車によって本牧操駅近隣の日産自動車本牧専用埠頭まで輸送(これらは海外向けに出荷した完成車を輸送)するため「ニッサン号」を運行していた。出荷された車種はプレジデント・セドリック・グロリア・パルサー(欧州名：サニー)であった。セドリックの大半は香港・シンガポール向けタクシー車であり、残りは中東・中米メキシコの警察車両(パトカー)向けであった。パルサーは欧州名サニーとして販売されており、英国以外の国向けで販売していた仕様であるが実際は国内向けパルサー同様富士重工の委託生産で行っていた。グロリアはクウェート向けとして販売していた。プレジデントは海外では香港とシンガポールのみの販売であった。以前から当駅を代表する盛んな貨物輸送であったが、現在はほとんどが鉄道輸送からキャリアカーに置き換えられてしまった。現在でも、駅構内には車運車へ自動車を積み込みするためのスロープの跡が残っている。
なお、営業活動が盛んでキャリアカーの不足する年度末に限定して、同区間をゼロ（旧・日産陸送）が保有するNISSANカーパックコンテナによって、1日に30台 - 36台の自動車を輸送している。現在輸送されている自動車は、本牧専用埠頭から海外に輸出する高級車である。

## 取扱貨物
- コンテナ貨物
  - 12 ftコンテナ、20 ft・30 ftの大型コンテナ、20 ft・40 ftのISO規格海上コンテナ、日本たばこ産業専用線発着のコンテナを取扱う。
- 車扱貨物
  - 日本オイルターミナル向けの石油（北袖駅・浜五井駅・浮島町駅・末広町駅・浜川崎駅・根岸駅発送）を取扱う。
- 産業廃棄物の取扱許可を得ている。
- 羽生オフレールステーション、矢板オフレールステーションへの中継駅となっている。

## 貨物列車
本項の内容は、2014年3月15日時点のものである。
- 高速貨物列車（コンテナ輸送用）
  - 下り列車は1日8本（うち当駅終着が3本、当駅始発が1本）が停車する。行き先は仙台貨物ターミナル駅（2本）、盛岡貨物ターミナル駅（1本）、札幌貨物ターミナル駅（2本）[3]。
  - 上り列車は1日6本（うち当駅終着が1本、当駅始発が3本）停車する。行き先は隅田川駅（2本）、新座貨物ターミナル駅（2本）、福岡貨物ターミナル駅（1本）となっている[3]。
  - 上記の他、臨時列車も設定されている。
- 高速貨物列車（石油輸送用）
  - 根岸駅発の列車が1日1本到着する。空車の返送便は専用貨物列車となっている[3]。
- 専用貨物列車（石油輸送用）
  - 前述の下り高速石油貨物の空車返送のほか、川崎貨物駅・千葉貨物駅との間に1日1往復ずつ設定されている[3]。
  - 上記の他、臨時列車も設定されている。
- トラック便
  - 矢板オフレールステーションとの間に1日4.5往復（当駅発が5本）、羽生オフレールステーションとの間に1日2往復設定されている[4]。

## 1985年時の常備貨車
- 日本オイルターミナル所有
  - タキ44000形（石油類（ガソリン除く）専用）52両
  - タキ43000形（ガソリン専用）117両

「昭和60年版私有貨車番号表」『トワイライトゾーンMANUAL13』ネコ・パブリッシング、2004年

## 駅周辺
運送会社の倉庫などが多く、周辺は水田、住宅、工場などがみられる郊外地である。宇都宮市のゴミ焼却施設（クリーンパーク茂原）や陸上自衛隊宇都宮駐屯地にも近い。北関東自動車道が駅の上で交差している。

## 保存車両
かつてJR貨物が貨車の保存施設（貨物博物館）を造ることを計画しており、その展示予定車両として東北新幹線の高架の下にある38番線にコサ900形・ヤ550形・ワフ29500形などの貴重な貨車18両が保存されていた。
しかしこの計画が実現することはなく、宇都宮貨物ターミナルで保存するヨ5000形1両を除く17両が2011年6月に他施設へと譲渡された。これまで保存されてきた車両の形式と現在の保存場所は下記の表のとおり。
- 保存車両とその現状

| ワム70000 | 75596                     | 三重県 貨物鉄道博物館        | 栃木県 那珂川清流鉄道保存会 （寄託） |                      |                      |                      |                      |                      |                      |                      |
| ワフ29500 | 29855                     | 三重県 貨物鉄道博物館        | 栃木県 那珂川清流鉄道保存会 （寄託） |                      |                      |                      |                      |                      |                      |                      |
| トラ55000 | 57523                     | 三重県 貨物鉄道博物館        | 栃木県 那珂川清流鉄道保存会 （寄託） |                      |                      |                      |                      |                      |                      |                      |
| トキ15000 | 20073                     | 三重県 貨物鉄道博物館        | 栃木県 那珂川清流鉄道保存会 （寄託） |                      |                      |                      |                      |                      |                      |                      |
| ク5000    | 5902                      | 三重県 貨物鉄道博物館        | 栃木県 那珂川清流鉄道保存会 （寄託） |                      |                      |                      |                      |                      |                      |                      |
| トキ21500 | 21500                     | 那珂川清流鉄道保存会         | 那珂川清流鉄道保存会                 | 那珂川清流鉄道保存会 | 那珂川清流鉄道保存会 | 那珂川清流鉄道保存会 | 那珂川清流鉄道保存会 | 那珂川清流鉄道保存会 | 那珂川清流鉄道保存会 | 那珂川清流鉄道保存会 |
| ヨ3500    | 4779                      | 那珂川清流鉄道保存会         | 那珂川清流鉄道保存会                 | 那珂川清流鉄道保存会 | 那珂川清流鉄道保存会 | 那珂川清流鉄道保存会 | 那珂川清流鉄道保存会 | 那珂川清流鉄道保存会 | 那珂川清流鉄道保存会 | 那珂川清流鉄道保存会 |
| ホキ700   | 708                       | 那珂川清流鉄道保存会         | 那珂川清流鉄道保存会                 | 那珂川清流鉄道保存会 | 那珂川清流鉄道保存会 | 那珂川清流鉄道保存会 | 那珂川清流鉄道保存会 | 那珂川清流鉄道保存会 | 那珂川清流鉄道保存会 | 那珂川清流鉄道保存会 |
| ホキ800   | 1382                      | 那珂川清流鉄道保存会         | 那珂川清流鉄道保存会                 | 那珂川清流鉄道保存会 | 那珂川清流鉄道保存会 | 那珂川清流鉄道保存会 | 那珂川清流鉄道保存会 | 那珂川清流鉄道保存会 | 那珂川清流鉄道保存会 | 那珂川清流鉄道保存会 |
| ホキ2500  | 2610                      | 那珂川清流鉄道保存会         | 那珂川清流鉄道保存会                 | 那珂川清流鉄道保存会 | 那珂川清流鉄道保存会 | 那珂川清流鉄道保存会 | 那珂川清流鉄道保存会 | 那珂川清流鉄道保存会 | 那珂川清流鉄道保存会 | 那珂川清流鉄道保存会 |
| コサ900   | 901                       | 那珂川清流鉄道保存会         | 那珂川清流鉄道保存会                 | 那珂川清流鉄道保存会 | 那珂川清流鉄道保存会 | 那珂川清流鉄道保存会 | 那珂川清流鉄道保存会 | 那珂川清流鉄道保存会 | 那珂川清流鉄道保存会 | 那珂川清流鉄道保存会 |
| コキ9100  | 9100                      | 那珂川清流鉄道保存会         | 那珂川清流鉄道保存会                 | 那珂川清流鉄道保存会 | 那珂川清流鉄道保存会 | 那珂川清流鉄道保存会 | 那珂川清流鉄道保存会 | 那珂川清流鉄道保存会 | 那珂川清流鉄道保存会 | 那珂川清流鉄道保存会 |
| コキ5500  | 28478                     | 那珂川清流鉄道保存会         | 那珂川清流鉄道保存会                 | 那珂川清流鉄道保存会 | 那珂川清流鉄道保存会 | 那珂川清流鉄道保存会 | 那珂川清流鉄道保存会 | 那珂川清流鉄道保存会 | 那珂川清流鉄道保存会 | 那珂川清流鉄道保存会 |
| ヤ550     | 565                       | 那珂川清流鉄道保存会         | 那珂川清流鉄道保存会                 | 那珂川清流鉄道保存会 | 那珂川清流鉄道保存会 | 那珂川清流鉄道保存会 | 那珂川清流鉄道保存会 | 那珂川清流鉄道保存会 | 那珂川清流鉄道保存会 | 那珂川清流鉄道保存会 |
| ワフ29000 | 29041                     | 若桜線SL遺産保存会（鳥取県） | 鳥取県八頭町竹林公園                 |                      |                      |                      |                      |                      |                      |                      |
| ワフ35000 | 35597                     | 若桜線SL遺産保存会（鳥取県） | 若桜鉄道八東駅                       |                      |                      |                      |                      |                      |                      |                      |
| ヨ6000    | 6509                      | 法人                         | えちぜん鉄道勝山駅                   |                      |                      |                      |                      |                      |                      |                      |
| ヨ5000    | 5008 （たから号の車掌車） | JR貨物                       | 京都鉄道博物館                       |                      |                      |                      |                      |                      |                      |                      |

ク5000形は2004年に、コキ5500形は2006年に追加された車両。その他の車両は1989年から1990年にかけて集められた。

## その他
- 長らく東京貨物ターミナル駅、郡山貨物ターミナル駅と並び、JRの駅名の長さ（読み仮名）でトップの地位にあったが、1997年に上越国際スキー場前駅が開業したことで、その地位を譲った。

## 隣の駅
東日本旅客鉄道（JR東日本）
■東北本線（宇都宮線）
石橋駅 - 宇都宮貨物ターミナル駅 - 雀宮駅